# Lucaria
Les Lucaria (latin : Lucaria, -ium) est une fête romaine agraire, dédiée à une divinité patronne des bois sacrés (lucus) et célébrée les 19 juillet et 21 juillet. Les auteurs latins sont lacunaires sur les rites directement liés à la fête, l'analyse moderne des traités agricoles romains la rattache aux travaux d'essartage et de désouchage.

## Origine
Le nom de cette fête est une probable déformation du mot disparu *Lucalia, selon la dénomination avec une terminaison en -lia de la plupart des fêtes religieuses romaines. Ce nom renvoie au mot latin lucus, qui prend deux sens possibles, étymologiquement « clairière » ou usuellement « bois sacré ». Les deux notions ne sont pas incompatibles, puisque le bois sacré pouvait être exploité et donner un revenu nommé lucar, « argent que l'on retire des bois sacrés ».
Comme souvent, les auteurs anciens ont un mythe de fondation qui attribue une origine plus ou moins historique à la création de la fête. Verrius Flaccus, retranscrit par Festus Grammaticus, rattache les Lucaria à la défaite désastreuse face aux Gaulois lors de la bataille de l'Allia, le 18 juillet 390 av. J.-C.. Les Romains fuyant le champ de bataille se seraient réfugiés dans le bois (en latin lucus) entre la via Salaria et le Tibre,. À la suite de cette défaite, Rome est occupée par les Gaulois Sénons de Brennus et mise à sac. Le jour de cette défaite, le 18 juillet, le dies Alliensis, a toujours été considéré comme de mauvais augure par les Romains. Ce récit explicatif est comparable à celui de la Poplifugia qui implique également le sac gaulois de Rome. Georges Dumézil suggère que cette légende est peut-être la mise en forme dramatisée et combinée à des événements historiques d'un processus progressif d'occupation des forêts par des groupes humains.

## Déroulement

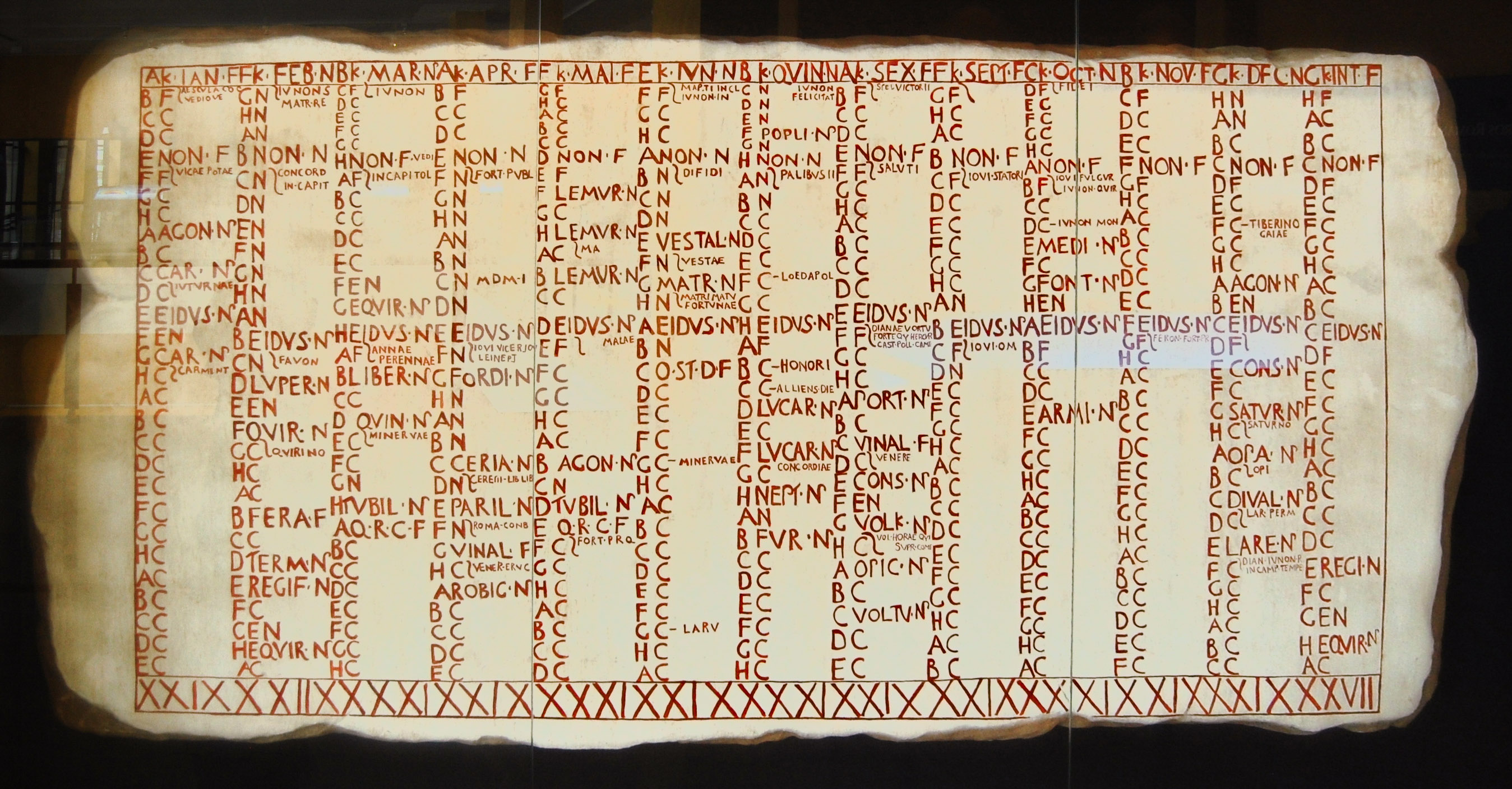
Reproduction du calendrier des Fasti Antiates maiores Fêtes notées sur le mois de Quintilis : deux fois LVCAR (Lucaria) NEPT (Neptunalia) FVR (Furrinalia).

Même s'ils nomment de nombreux et anciens bois sacrés sur les collines et dans les environs de Rome, les auteurs latins sont muets sur les Lucaria. Le calendrier des fêtes romaines des Fastes d'Ovide s'arrête en juin. Une lacune dans le texte de Varron fait qu'elle manque de sa liste des fêtes. Macrobe ne mentionne les Lucaria que dans une discussion grammaticale.
La date des Lucaria figure sur plusieurs calendriers, dont certains nous sont parvenus, plus ou moins fragmentaires : diverses inscriptions lapidaires, les Fasti Antiates maiores, les Fasti Amiternini, un calendrier datant du règne de Tibère.
Comme les autres fêtes du calendrier romain, les Lucaria se déroulent les 19 et 21 juillet, jours impairs avec un jour intermédiaire non festif, ce qui dans le calendrier des fêtes romaines, est généralement une marque de complémentarité entre deux fêtes.

## Approche documentaire
Puisque le caractère agraire des Lucaria apparait nettement, il faut chercher dans les traités rustiques des indications sur les travaux relatifs aux bois : Columelle et Palladius considèrent que la Lune décroissante de juillet est le meilleur moment pour extirper les arbres des champs forestiers, période qui débute avec les Lucaria. Columelle distingue deux traitements pour dégager un terrain boisé : arracher complètement les arbres avec leurs racines, ou, s'ils sont clairsemés, les couper au pied. La différenciation de deux techniques, dont une exigeant plus de travail mais non systématique, expliquerait le dédoublement des Lucaria sur deux journées.
William Warde Fowler a remarqué dans le traité De agri cultura de Caton l'Ancien la description d'un rituel préliminaire aux actions de coupe d'un bois (conlucare lucum), comportant le sacrifice d'un porc et une formule à réciter :
« Qui que tu sois, dieu ou déesse, divinité à qui ce bois a été consacré, accepte l'offrande que je te fais avant de l'élaguer. En mémoire de ce sacrifice pardonne cet élagage que nous ferons, moi ou les miens sous mes ordres. C'est dans ce but qu'en l'offrant ce porc en expiation, je te conjure d'accorder ta protection à moi, à ma maison, à mes gens et à mes enfants. Agrée l'offrande expiatoire de ce porc que je vais te sacrifier. » Caton indique ensuit un second rituel, à suivre si l'on creuse pour extraire les souches, avec le même sacrifice et une formule complétée par « En cas qu'on vienne à y travailler ». Là aussi, Caton distingue deux techniques, la coupe des bois au pied, et l'arrachage des souches, auxquelles correspondent deux rituels. Ses préconisations s'appliquent à des bois privés et non aux bois sacrés publics, mais pour un Romain de son époque (IIe siècle av. J.-C.), tout bois susceptible d'abriter quelque entité divine est sacré.
Selon Georges Dumézil, on entrevoit donc la raison du dédoublement des Lucaria, reflétant deux techniques de déboisement. Si ces fêtes permettaient l'occupation et l'exploitation sans sacrilège de zones boisées, on ignore faute d'information leur lieu précis de déroulement, leurs rituels symboliques et leurs célébrants.

## Postérité
En 2011, un des reliefs de l'astéroide Vesta a été nommé Lucaria tholus en évocation des fêtes romaines, l'astéroïde (4) Vesta étant lui-même porteur d'un nom romain.
Récemment, en 2018, la fête est symboliquement rétablie par la Surintendance archéologique de Rome, avec des événements et des spectacles se déroulant dans la zone archéologique de Crustumerium, à une quinzaine de kilomètres de Rome, au-delà de Settebagni, qui, selon des sources anciennes, correspond au bassin d'eau de l'Allia. Dans cette ville, une rue a d'ailleurs été nommée Via delle Lucarie.